# Chaînon Muskol
Le chaînon Muskol est un massif montagneux situé au Tadjikistan, dans le Pamir. Il culmine à 6 233 mètres d'altitude au pic des Officiers Soviétiques.